# 大杖美保子
大杖 美保子（おおつえ みほこŌtsue Mihoko、1945年7月6日生まれ） は、鳥取県出身の日本の女子アルペンスキーヤー。 1968年の冬季オリンピックに出場した 。  
日本人女性初のアルペンスキー代表選手として1968年第10回グルノーブル大会・回転（31位）、 大回転（36位）、 滑降 （34位）に出場した。鳥取県の大山をホームゲレンデとして育った大杖3姉弟は国内外での目覚ましい活躍が注目された。弟の大杖正彦も1972年札幌オリンピックに出場した。同じくグルノーブルオリンピックに出場したアルペンスキーヤーの丸山仁也は夫にあたる。            

## 参照資料
- 大杖美保子 - 国際オリンピック委員会 (英語)
- 大杖美保子 - オリンピックチャンネル
- 大杖美保子 - Olympedia (英語)
- 大杖美保子 - Sports-Reference.com (Olympics) のアーカイブ (英語)